# Nokia N82
El Nokia N82 és un smartphone anunciat per Nokia el 14 de novembre de 2007. És part de la línia Nseries d'ordinadors multimèdia, i inclou el N-Gage de 2a Generació i el Nokia Music store. El N82 funciona en Symbian OS v9.2, amb la plataforma S60 3rd Edition amb Feature Pack 1. Té càmera de 5 mega-píxels, i és el primer telèfon mòbil Nokia amb flash de Xenon.
Aquest telèfon va ser guardonat per l'Associació de la Premsa Tècnica de la Imatge (TIPA) amb el premi al “Millor dispositiu mòbil d'imatge d'Europa 2008″.